# Farvel til våbnene
Farvel til våbnene (originaltitel: A Farewell To Arms) er en roman skrevet af den amerikanske forfatter Ernest Hemingway udgivet 1929. 
Bogen bygger delvist på Hemingways egne erfaringer under 1. verdenskrig, men er skildret ud fra hovedkarakteren Frederic Henrys synspunkt. 
Han forelsker sig i den unge sygeplejerske Catherine Barkley, og sammen flygter de fra krigen i dens sidste år.
Romanen er oversat til dansk af Ole Restrup på forlaget J.H. Schultz A/S i 1969.
Romanen er filmatiseret som Farvel til våbnene i 1932.

## Handling
Romanen er inddelt i fem bøger, som udspiller sig i Norditalien over en periode på halvandet år, fra slutningen af 1916 til foråret 1918.

### Første Bog
Romanen indledes med en beskrivelse af 1. verdenskrigs forløb 1915-16 i de smukke landskaber langs Isonzo-floden i det nordøstlige Italien. Her gør den italiensktalende amerikaner Frederic Henry:74  tjeneste som løjtnant i sanitetstropperne. Mellem kampene adspreder soldaterne sig på to bordeller i grænsebyen Gorizia, ét for menige og ét for officerer, og de driller den unge feltpræst med hans manglende seksuelle erfaring. Da om efteråret sneen begynder at falde, indstilles kampene, og Frederic, som har afbrudt sit arkitektstudie i Rom for at gøre tjeneste i krigen,:204  bruger vinteren på at se sig om i Italien. Feltpræsten opfordrer Frederic til at besøge den landlige og smukke Abruzzo-region, hvor hans familie bor, men Frederic ender med at tilbringe vinteren i byerne, i selskab med den ene prostituerede efter den anden.:5-14 
Om foråret vender Fredric tilbage til fronten, hvor han genforenes med sin gode soldaterkammerat, den italienske løjtnant Rinaldi, som er kirurg. Feltpræsten er skuffet over, at Frederic ikke har besøgt hans forældre, men da Frederic fortæller om alle nætterne med de mange piger, han besøgte i stedet, tager præsten det pænt, og de er stadig venner. Rinaldi præsenterer Frederic for Catherine Barkley, en høj og smuk, nytilkommen engelsk sygeplejerske, som fortæller, hun året forinden mistede sin forlovede, som faldt ved Somme.:15-20 
Frederic besøger et lille italiensk brohoved på den anden side af floden for at få overblik over, hvordan hans mænd under den kommende offensiv kan arbejde sikkert her, meget tæt på de østrigske stillinger. Bagefter opsøger han Catherine Barkley, som er sammen med sin kollega Helen Ferguson. Helen lader diskret de to være alene, og da Frederic snart efter gør tilnærmelser til Catherine, stikker hun ham en lussing, men fortryder så kort efter, fordi hun alligevel synes han er sød, og lader ham kysse hende.:21-25 
Da Frederic tre dage senere igen besøger Catherine, har hun savnet ham, fordi hun nu elsker ham. Men da hun spørger, om han også elsker hende, og han siger ja, tror hun ham ikke rigtig, men mistænker, han mest er ude efter hendes krop. Og for sig selv indrømmer Frederic, at det er sådan det er.:26-29 
Da Frederic næste dag passerer en deling soldater på march, opdager han, den bagerste soldat halter stærkt. Manden har brok, og har smidt sit brokbind væk, så brokken kan blive så slem, han slipper for at komme i forreste frontlinje. Men hans overordnede har luret, at manden prøver at slippe for tjeneste.:30-32 
Om aftenen i messen fortæller officererne soldaterhistorier, og Frederic bliver lidt beruset, inden han går hen for at besøge Catherine. Men hun er ikke at træffe, og Frederic føler sig ensom. :33-37  Næste dag skal Frederic afsted til fronten, men på vejen besøger han kort Catherine, som beder ham komme tilbage snart, og giver ham en lykkebringende amulet, han kan have om halsen.:38-41 
Løjtnant Frederic Henry har kommandoen over fire ambulancer, og da de er nået frem til fronten og er kommet på plads i deres jordhul, går snakken om krigens gru og meningsløshed, om kampmoral blandt de forskellige etniske grupper af soldater, samt blandt bersaglieri-elitesoldaterne, og om, at krigen ville stoppe, hvis soldaterne nægtede at kæmpe. Frederic tolererer chaufførernes kritiske snak, men forlanger, de ikke “snakker sådan, at de andre officerer kan høre det”.:42-46 
Nu begynder beskydningen fra de østrigske kanoner, og mens Frederic og hans chauffører sidder i deres hul og spiser aftensmad, slår en granat ned tæt ved og dræber den ene chauffør, Passini, mens Frederic får ødelagt sit knæ. De andre chauffører er ikke mere sårede end at de kan bære ham hen til lazarettet, hvor hans sår bliver renset og forbundet. Så begynder smerterne. :47-56 
Frederics kammerat Rinaldi besøger ham på lazarettet, og har en flaske cognac med. Rinaldi mener, Frederic nu vil blive dekoreret, i hvert fald med en bronzemedalje, måske en sølvmedalje, hvis det kan dokumenteres, Frederic har handlet heroisk. Men det mener Frederic ikke han gjorde: “Jeg røg i luften, mens vi sad og spiste ost.” Rinaldi beklager sig over, der ikke er nok udskiftning blandt de prostituerede på officersbordellet i Gorizia: “Det er en skandale, at de skal være her så længe, at man bliver venner med dem.” :57-61 
Feltpræsten besøger også Frederic, har en flaske vermouth med, samt engelske aviser. De snakker om krigen, om dem der gerne vil have krig, og dem der ikke vil, “men de første sætter deres vilje igennem hos de sidste” - samme emne som Frederic og Passini var i gang med over maden, da granaten slog ned. Når krigen er forbi, vil præsten tage hjem til Abruzzo, for at elske og tjene Gud. Men Frederic elsker ikke Gud: “En gang imellem kan jeg om natten blive bange for Ham”. :62-66 
Det er forår 1917, og USA er nu trådt ind i krigen, på italienernes side. Derfor skal Frederic flyttes til et nyoprettet amerikansk militærhospital i Milano. Aftenen inden kommer Rinaldi og majoren fra messen i Gorizia på besøg, for at sige farvel. Over adskillige glas cognac går snakken, om hvordan krigen nu skal gå, om italienske storhedsdrømme, og om Catherine Barkley, som Rinaldi har hørt skal forflyttes til Milano: “Du skal ind og leve i en stor by og oven i købet have englænderpigen til at kæle for dig. Hvorfor pokker er jeg ikke også blevet såret?”:67-70 

### Anden Bog
Frederic ankommer en tidlig morgen til Milano og bliver kørt til hospitalet, hvor han under stærke smerter løftes af sin båre for at kunne være i elevatoren. Han er den første patient, er slet ikke er ventet, men placeres efter nogen forvirring på en udmærket stue og passes godt af en sød, ung sygeplejerske. Der er endnu ingen læge, for han passer sin privatklinik ved Comosøen. Frederic bryder sig ikke om forstanderinden, frøken van Campen, og mistilliden er gensidig. Portneren sørger for drikkevarer til Frederic, da frøken van Campen afslog. :71-77 
Næste dag dukker Catherine Barkley op hos Frederic, hun kysser ham og han trækker hende ned i sengen til sig, og snart efter elsker de for første gang. Frederic er vanvittigt forelsket i hende, men undviger at svare, når Catherine vil vide, om han elsker hende. Men han lover at være forsigtig, så ingen opdager, de går i seng sammen.:78-81 
Jeg har lagt mærke til, at mindre dygtige læger altid har en tilbøjelighed til at søge hinandens selskab og bistand. Den læge, som ikke kan foretage en ordentlig blindtarmsoperation, vil efter al sandsynlighed anbefale en til en læge, som ikke kan fjerne mandlerne ordentligt. Disse tre læger var af denne kategori.
Hjemkommet fra Como-søen kigger lægen på Frederic, piller så en del metalsplinter ud af hans lår, og sørger for at hans ben bliver røntgenfotograferet. Nu dukker tre læger op hos Frederic, og giver sig til at diskutere røntgenbillederne og fremmedlegemerne. Lægerne konkluderer i enighed, at Frederic må vente tre til seks måneder på en knæoperation, og indtil da må være sengeliggende. Det er Frederic utilfreds med - idet han tvivler på deres kvalifikationer, se citat - og han beder om at få en uafhængig kirurgs bedømmelse. Kort efter dukker derfor overlæge Valentini op, en meget energisk, grænsende til febrilsk person, som er tydeligt begejstret for Catherine, og som lover at operere Frederics knæ allerede næste dag. :82-86 
Næste nat tilbringer de to elskende igen sammen i Frederics hospitalsseng, indtil Catherine henad morgen forsigtigt lister ind til sig selv. Mens hun gør ham klar til operationen, udspørger hun ham om de prostituerede, hun mistænker, han har besøgt, om hvornår de beder om betalingen, om de siger, de elsker ham, om han siger, han elsker dem. Frederic benægter, han kender noget til nogen prostituerede, men siger også, man hos en prostitueret kan få det som man lyster. Da Catherine igen spørger ham, om han har været hos dem, lyver han for hende (ligesom han gjorde det i en lignende samtale, da de mødtes i Gorizia). Men Catherine vil så gerne tro, han taler sandt: “Jeg vil, hvad du vil. Jeg har slet ikke noget “Jeg” mere. Jeg er kun, hvad du vil.” :87-91 
Efter en vellykket operation ligger Frederic i stræk. Catherines kollega Helen, som også er blevet forflyttet til Milano-hospitalet, bringer diskret kærlighedsbreve frem og tilbage mellem de to elskende, men beder Frederic passe på, han ikke gør hende gravid, og opfordrer ham til at bede Catherine om ikke at tage så mange nattevagter, for “hun går og bliver så træt”. Desuden har forstanderinden bemærket, Frederic ligger og sover hver formiddag.:92-95 
De to elskende nyder hinanden den sommer i Milano. Efterhånden som Frederic kan begynde at gå rundt, får de sig en stamrestaurant, hvor de spiser og drikker “tør, hvid capri, der lå på is i en køler”.:96  Hjemme igen på hospitalet venter Catherine til der er ro blandt patienterne, før hun lægger sig ind til Frederic. Han nyder at løsne hendes hår, inden de elsker. Han vil gerne giftes, men for hende er de allerede gift, og hvis de skal giftes rigtigt, bliver hun sendt bort, for sygeplejersker må ikke ligge i med patienter. Men hun skammer sig ikke over det de gør.:96-99 
“Jeg bliver oberst, inden krigen er forbi”, sagde Ettore. 
“Hvis De ikke bliver dræbt”
“Jeg bliver ikke dræbt.” Han rørte ved stjernerne på sin krave med tommel- og pegefinger. “Kan De se, hvad jeg gør? Vi rører altid ved vores stjerner, når nogen taler om at blive dræbt.”
Efter genoptræning på sygehuset  går Frederic hver dag på cafe og får sig en drink, og så bruger han ellers eftermiddagen på at vente på, han kan være sammen med Catherine igen, for det er ikke velset, en sygeplejerske bruger tid sammen med en rimelig frisk patient. En dag møder han på en bar nogle bekendte, dels Ralph og Edgar, et par håbefulde amerikanske tenorer - som synger under italienske navne - dels Ettore, en indbildsk italiensk-amerikaner, som ligesom Frederic er officer i den italienske hær, og som står for at skulle forfremmes til kaptajn pga. tapperhed. Ettore har ikke megen fidus til de to sangeres evner i Scala-operaen - hvor den ene faktisk senere på året skal synge Tosca - men desto mere til sine egne på slagmarken. Han udtaler sin anerkendelse af, Frederic står til at blive dekoreret, men benytter lejligheden til at blære sig med sine egne medaljer, “bronzemedaillen to gange og tre sølvmedailler”. Han fortæller dog også, han er såret i foden: “Der er dødt kød i foden, som nu er begyndt at lugte. Hver aften kan jeg pille små stykker ud, og det stinker forbandet.”:100-105 
Du har en udmærket rang. Jeg bryder mig ikke om, at du skal have højere rang. Det kunne gå dig til hovedet, min ven. Jeg er forfærdelig glad for, at du ikke er indbildsk. Jeg ville have giftet mig med dig, selv om du var indbildsk, men det er så vidunderligt at have en mand, som ikke er indbildsk.
Da Frederic kommer hjem til Catherine - som ikke kan holde Ettore ud - og spørger, om hun ikke gerne ville have, han også blev kaptajn, svarer hun benægtende, se citat. Nu bliver det regnvejr, og Catherine fortæller, hun er bange for regn, “fordi jeg en gang imellem synes, jeg kan se mig selv ligge død i øsende regn. […] Og en gang imellem ser jeg også dig ligge død i den.”:106-108 
En dag kører Frederic og Catherine med nogle venner til hestevæddeløb. De  spiller i flere af løbene, men taber de fleste af deres penge. De møder nogle bekendte, meget belevne italienere. Frederic morer sig, mens Catherine betror ham, hun finder selskabet kedeligt. :109-113 
[Frederic:] En kujon dør tusinde gange. En tapper mand kun én gang. […] [Catherine:] En tapper mand dør mindst tusinde gange, hvis han er intelligent. Han fortæller det bare ikke.
En engelsk major giver Frederic sit syn på krigen: italienernes tabstal er enorme, men generalerne tænker kun i divisioner, “de sloges ustandseligt om at få divisioner og slog dem ihjel, så snart de havde fået nogen”. Majoren mener, alle i krigen er solgt, og at det land, “der sidst blev klar over, at det var solgt, ville vinde krigen.” Frederic fortæller Catherine, han har fået bevilget tre ugers orlov, inden han skal tilbage til fronten. Hun bliver glad, vil prøve at få fri, så hun kan tage med ham. Men virker også “urolig og spændt”, og da Frederic udfritter hende, betror hun ham, hun er tre måneder henne. Hun er meget spændt på hans reaktion, om han føler sig “fanget - i en fælde”. Frederic forsikrer hende, han er glad, men kommer til at støde hende ved at sige, at man “føler sig altid fanget biologisk set”, og de to lover hinanden ikke at være uvenner. Derefter snakker de om tapperhed og mod, se citat, mens Frederic får sig nogle store  glas cognac og siger “jeg er især modig, når jeg har fået en drink”.:114-121 
Frederic har fået gulsot, og da forstanderinden opdager alle de tomme flasker i Frederics skab, giver hun hans store alkoholforbrug skylden, aflyser hans orlov og truer ham med krigsret, fordi han har søgt at gøre sig uegnet til militærtjeneste. Så Frederic og Catherines tur sammen til det skønne Pallanza ved Lago Maggiore bliver aldrig til noget. :122-124 
bagefter var vi meget lykkelige, og en lille stund var værelset, som om det havde været vores eget hjem.
Den sidste aften, inden Frederic skal tilbage til fronten, er han sammen med Catherine. Først går de rundt i det tågede Milano og drømmer om at tage på skiferie sammen. Efter at Catherine har købt en natkjole, tager de i regnvejr ind på et hotel, hvor de spiser en fin menu, “sneppe med pommes soufflées, kastanie-purée og salat - og til dessert zabaione” med en flaske St. Estèphe til, og dernæst elsker de, se citat. Da de skal sige farvel, spørger Frederic, hvor hun vil føde barnet, og han lover at skrive hver dag.:125-133 
Frederic har sendt hospitalsportneren i forvejen hen på stationen for at holde en plads i det overfyldte tog til ham, men en kaptajn mener, han har ret til pladsen, fordi han kom først, og det ender med, Frederic må stå op, og senere sove på gulvet.:134-137 

### Tredje Bog
Tilbage i Gorizia er vejene plørede og floden fuld af vand. I officersvillaen ser majoren pessimistisk på krigens gang, efter nederlagene ved Caporetto og på Bainsizza-plateauet. “Det har været en slem sommer”, siger han, også for kirurgen Rinaldi. Majoren sætter sin lid til de amerikanske tropper, men tror mest på, de alle vil blive sendt til fronterne i Frankrig. Rinaldi er glad for at se Frederic igen, og synes, der er gjort et fint stykke kirurgisk arbejde med hans knæ. Selv har han ligget vandret med operationer hele tiden, og nu er han træt og nedtrykt over krigen, men glad på Frederics vegne over ham og Catherine. De eneste glæder i hans eget liv er spiritus og sex, men “det ene har en uheldig indflydelse på mit arbejde, og det andet er forbi på en halv time eller et kvarter; en gang imellem går det endda endnu hurtigere”. De to fejrer gensynet med nogle gevaldige glas cognac, selvom Frederic siger, han ikke bør drikke pga. sin gulsot. Senere, i messen over middagen sammen med Frederic, majoren og præsten, fortsætter Rinaldi, nu godt beruset, med at beklage sig over den meningsløse krig, og over, han har fået syfilis.:138-150 
Krigen er virkelig i al sin rædsel gået op for mange mennesker nu i sommer. Officerer, som jeg aldrig troede skulle komme dertil, kan se, hvad det egentlig er.
Præsten fortæller Frederic om den forfærdelige krig denne sommer, og han forudser, krigen snart vil slutte, fordi ingen af parterne kan vinde. Men Frederic tror, østrigerne føler sig som vindere, fordi de forhindrede italienerne i at indtage San Gabriele, og “østrigerne [vil ikke] standse, når de har vundet en sejr. Det er først, når vi taber, at vi bliver kristne”. Præsten er rystet over Frederics vaklende kristentro, men holder alligevel af ham.:151-152 
Frederic skal overtage opsynet med ambulancerne på Bainsizza-plateuet øst for Gorizia, og afløse den udmattede Gino. De to snakker krigsførelse i bjerge, bevægelseskrig og ulemperne ved at forsvare en grænse i bjergene. Om natten i regnvejret angriber kroater fra den østrigske side, men de slås tilbage. Til gengæld er mod nord ved Caporetto fjenden brudt igennem og er nu på vej ned gennem Isonzo-dalen mod Udine. Der kommer ordre om tilbagetrækning, og Frederic og hans tre ambulanceførere går i regnvejret i gang med at pakke feltlazaretter og forbindsstationer ned. På spørgsmålet om evakuering af de sårede svarer  Frederics foresatte: “Man tager så mange, man kan, og lader resten ligge.” :153-160 
Næste dag kører de ind i det næsten tomme Gorizia, lige da pigerne fra soldaterbordellet er ved at blive læsset på en lastbil. Officersvillaen er tom, så her indlogerer Frederic og hans tre mænd sig for natten; mændene er Luigi Piani:186 , Bartolomeo Aymo:164  og endelig Bonello, de er alle fra Imola og socialister. Mens de spiser god pasta og drikker barbera-rødvin, glæder de sig til at drikke champagne, når de når ned til Udine.:160-164 
På hovedvejen uden for Gorizia bryder trafikken snart sammen, for alle vil væk: troppekolonner, kanoner, ambulancer, samt hestevogne med civile med deres mest værdifulde bohave: spejle, madrasser, symaskiner, samt husdyr. Mens trafikken snegler sig afsted, samler en af ambulanceførerne to sergenter fra ingeniørtropperne op, som er kommet bort fra deres deling, mens en anden har samlet to kønne purunge forskræmte piger op, som er jomfruer, men bange for at blive anset for at være prostituerede og blive voldtaget, men som nødigt vil gå hele vejen. Synet af pigerne får Frederic til at fantasere om Catherine. For at komme hurtigere frem og undgå risikoen for, at kolonnen bliver angrebet fra luften, fører Frederic ambulancerne bort fra hovedvejen og ned ad sideveje, for at køre udenom. De kommer til en nydelig gård, som er tom og forladt, hvor de spiser sig mætte i ost, æbler og vin.:165-172 
Da de er ca ti km fra Udine, kører den ene bil uhjælpeligt fast. De to sergenter vælger nu at gå deres vej, men Frederic beordrer dem til at blive for at hjælpe til, og da de ikke standser, trækker han sin pistol og skyder den ene, mens den anden undslipper. Chaufførerne må opgive bilerne, og de fortsætter til fods, efter at have sendt de to unge piger tilbage mod hovedvejen og kolonnen. :173-177 
De når nu en flod, og et stykke henne krydser de floden ad en jernbanebro. I det samme opdager Frederic en bil køre forbi med officerer med tyske hjelme, og senere ser de kolonner af tyske cykel-soldater, så nu må de være forsigtige. Frederic er vred over, ingen italienere passer på broerne og vejene, men giver fjenden frit slag. Hans ordre om at føre tre ambulancer ned til Pordenone er mislykkedes, nu gælder det blot for dem om at redde sig i sikkerhed. Pludselig bliver de beskudt, og Aymo rammes og dør. Frederic tror ikke, det er tyskere, der har skudt, men nervøse italienere i bagtroppen; der verserer rygter om tyskere i italiensk uniform, som infiltrerer bagtroppen.:178-182 
Efter at have spist og sovet lidt i en lade sammen med Piani - Bonello er bange for at dø og er gået tilbage for at overgive sig til østrigerne - går de to tilbageværende midt om natten og i regnvejr videre og møder snart tilbagetogets hovedkolonne, som langsomt bevæger sig mod en bro over Tagliamento-floden. Mange af soldaterne er vrede og tæt på at desertere. For enden af  broen står nogle militærpolitifolk, som systematisk piller alle officerer ud af køen, udspørger dem om hvor deres mænd er, dømmer dem til døden, trækker dem væk og skyder dem; for de mener, nederlaget skyldtes officerer, som forlod deres mænd. Det lykkes Frederic i mørket at stikke af, kaste sig i flodens kolde vand, holde sig nede og undgå beskydning fra bredden. Han redder sig med besvær i land efter nogen tid og går langs floden, indtil han når en banelinje. Her hopper han i farten ubemærket på et passerende godstog og gemmer sig under en presenning. Han er sulten, og han drømmer om at have Catherine hos sig. Nu er krigen ovre for ham, han er sluppet væk, og nu vil han finde Catherine og flygte sammen med hende.:183-199 

### Fjerde Bog
Frederic når en tidlig novembermorgen til Milano med toget, og han finder et værtshus og bestiller morgenmad. Ejeren, som har set ham hoppe af toget i farten før stationen, spørger, om han kan hjælpe ham. Frederic svarer nej, men er alligevel interesseret i at holde kontakt til ejeren. Denne beder ham skille sig af med sin uniform, for man kan se, hvor hans dekorationer har siddet, som han pillede af på et tidspunkt. På hospitalet kan portneren fortælle, Catherine er taget til Stresa, oppe ved Lago Maggiore på grænsen til Schweiz, sammen med Helen Ferguson. Nu opsøger Frederic sin sanger-ven Ralph Simmons, fortæller han er i knibe og beder Ralph købe noget tøj til ham. Frederic vil også vide, hvordan han kommer til Schweiz.:200-204 
I Stresa indlogerer Frederic sig på et fint hotel og sætter sig i baren og drikker martini’er. Han fortæller bartenderen, han er på orlov og spørger om han har set “to unge engelske piger”. Barmanden finder ud af, hvor de bor, og da Frederic senere træffer dem, stråler Catherines ansigt, mens Helen reagerer vredt: “Jeg kan ikke udstå ham […] Han har ikke bestilt andet end at narre dig med sine lumske, italienske kneb. Amerikanere er værre end italienere.” Helen er ked af, hun skal skilles fra Catherine, men efter hun har luftet sin frustration, ender hun med at affinde sig med det.:205-210 
[…] så slukkede vi lyset; der var æggende vidunderligt i de glatte lagener og den bløde seng; vi mærkede, at vi var kommet hjem, følte os ikke længere alene; vi vågnede midt om natten for at overbevise os om, at den anden var der og ikke var forsvundet; alt andet var uvirkeligt.
Frederic og Catherine tilbringer en vidunderlig nat sammen, se citat. De nyder hinanden, at være sammen og være fri for ensomheden. Men Frederics liv er i fare, for han er desertør, og Catherine vil have, de snarest begge kommer i sikkerhed. Frederic må ikke forlade hotellet, før de kan komme over søen til Schweiz.:211-213 
Mens Catherine besøger Helen, tager Frederic på fisketur med bartenderen. Frederic ror båden, mens bartenderen styrer linerne med kroge, men han fanger ingen ørreder. Bartenderen bryder sig heller ikke om krigen; næste år bliver han indkaldt, men han vil “stikke ud af landet”. På tilbagevejen ror bartenderen, men Frederic kan heller ikke fange noget. Efter frokost med Catherine og Helen - som er i meget bedre humør end forleden - går Frederic og Catherine op og elsker. Så banker det på døren: grev Greffi spørger, om Frederic vil spille billard. Selv om Frederic får et handikap, kan han ikke slå den gamle mand: “Han spillede billard vidunderligt”. Over kølige glas tør champagne diskuterer de to spillere litteratur og kristentro, se citat.
[Greven:] Jeg havde altid ventet at blive gudfrygtig. Alle mine slægtninge er døde gudfrygtige. Men underligt nok kommer det ikke til mig. 
 [Frederic:] Det er for tidligt. 
 [Greven:] Det er snarere for sent. Måske er min religiøse evne visnet hen. 
 [Frederic:] Min viser sig kun om natten. 
 [Greven:] Men De er også forelsket. Glem ikke, at det er en religiøs følelse. 
 [Frederic:] Tror De? 
 [Greven:] Selvfølgelig.
Næste nat banker det igen på døren. Det er bartenderen Emilio - som Frederic kender fra dengang han var udstationeret i Stresa - som fortæller, han har hørt, Frederic vil blive arresteret næste morgen, for desertion, fordi han dennegang er blevet set i byen uden uniform. Fredric og Catherine gør sig straks klar til at rejse, pakker det nødvendigste og går ombord i Emilios robåd, som Frederic køber ved samme lejlighed. Emilio forklarer, hvordan de finder vej henover søen, det er en rotur på 35 km som vil vare hele natten, og skubber båden ud.:223-228 
Klokken er elleve om aftenen, da deres rotur begynder. Vejret er koldt og blæsende, men regnen er afløst af stedvise byger, og de har medvind. Da Frederic har roet flere timer, og “mine hænder [var] så ømme, at jeg knap nok kunne holde om årerne”, foreslår Catherine, han i stedet bruger paraplyen som sejl - den store paraply, de fik med sig fra hotellet, da de bildte portier’en ind, de blot ville gå en aftentur for at gå “ned og se på uvejret ved søen”. Catherine bruger en åre som ror, og de skyder god fart, lige indtil vinden flænger paraplyen. Efter et hvil ror Frederic videre. Han spørger, hvordan hun klarer det, mens hun giver ham vand at drikke, fra søen. Senere tager også Catherine en tørn med årerne.:229-233 
De har hele vejen holdt sig ret tæt på kysten, for ikke at fare vild, men da de i morgendæmringen får øje på italienske toldbetjente i en båd, sejler de længere ud for ikke at blive opdaget. Da det senere er blevet helt lyst, sejler de ind langs kysten igen og er nu ud for Brissago i Schweiz. De går i land, spiser morgenmad på en café, og bliver derefter anholdt ved båden. På toldstationen bilder de den krigeriske løjtnant ind, de er sejlet over fra Italien, fordi de elsker at ro, og nu er taget til Schweiz for at “drive vintersport”. Da løjtnanten bliver klar over, de både har pas og godt med penge, bliver han noget mildere stemt over for dem og sender dem med bil til Lucarno, hvor de bliver godt modtaget af to embedsmænd, som giver dem “provisoriske politipas”: de kan nu færdes frit i Schweiz, men skal blot orientere politiet, når de skifter opholdssted. En indskydelse får Catherine til at sige, de skal til Montreaux for at dyrke vintersport, og de to embedsmænd geråder nu ud i et langt, bizart indbyrdes skænderi om, hvorvidt Montreaux er et godt sted til vintersport.:234-242 

### Femte Bog
Efter knap en måned i Lausanne vågner Catherine en nat med veer, og de tager på hospitalet. Hun bliver lagt på en stue, nu med regelmæssige veer, og efter lidt overtalelse går Frederic hen på en cafe i nærheden for at spise morgenmad, to glas hvidvin og et stykke wienerbrød. Da han kommer tilbage, er hun flyttet ind på en fødestue, hvor hun får lattergas mod smerten fra veerne. Der går flere timer med regelmæssige veer, ca hvert minut, og Catherine “så meget træt og udslidt ud nu, men hun var stadig i godt humør”. Ved middagstid er veerne aftaget, og Frederic overtager opgaven med at give lattergas, mens lægen spiser frokost. Da Frederic ved tretiden kommer tilbage fra sin frokost, surkål med skinke og pølse og med lyst fadøl, er der stadig intet sket. Catherine spøger med døden, se citat.
Nej! Nej! Jeg vil ikke dø! Hvorfor skulle jeg dø? Det er dumt at dø.
Hen på eftermiddagen, hvor det begynder at blive mørkt, tumler Frederic med tanker om døden: “Hvad nu hvis hun døde”. Lægen kommer hen til Frederic og siger, fødselen må sættes i gang, enten med tang eller ved kejsersnit, og det sidste er at foretrække. Frederic giver lov til kejsersnit, og nu bliver veerne og smerterne værre, så Frederic må skrue faretruende højt op, synes han, for lattergassen for at skåne hende for smerterne. Catherine er bange for at dø. Ved kejsersnittet, som Frederic ikke klarer at overvære, føder Catherine en søn på fem kilo, men lægen har svært ved at få gang i vejrtrækningen. Frederic hilser på en meget træt og svag Catherine, da hun køres ind på sin stue, og fortæller hende, hun har fået en velskabt søn. Men snart efter erfarer Frederic, barnet er dødfødt, kvalt i sin navlestreng. Og nu han tænker over det, mærkede han faktisk ikke livstegn fra Catherines mave den sidste uge. Så kom døden alligevel, tænker Frederic, se citat:
- - Sådan går det altid. - Man dør. - Man aner ikke, hvad det hele skal betyde. - Man får aldrig tid til at erfare det. - Vi bliver smidt ind på banen, får reglerne at vide, og første gang, vi ikke når ind til målet i rette tid, bliver vi dræbt. - Eller vi bliver dræbt uden fornuftig grund ligesom Aymo - eller får syfilis som Rinaldi. - Men det ender altid med, at vi bliver dræbt. Det kan man roligt regne med. Lev videre, og du vil blive dræbt!
Frederic går ned for at spise aftensmad, æg og skinke og lyst fadøl. Han er sulten og bestiller mere mad, og adskillige øl. I avisen læser han om det tyske gennembrud på vestfronten. “Pludselig vidste jeg, at jeg måtte skynde mig tilbage til hospitalet.” Her viser det sig, Catherines tilstand er kritisk pga. en blødning. Han tager afsked med hende: ““Nu går det, Cat!” sagde jeg. “Nu er du ved at blive rask.” “Nu er ved at dø,” sagde hun.” Hun er ikke bange for døden. Og hun giver Frederic lov til at gå i seng med andre piger, når blot han lader være med at “gøre det, som vi to har gjort […] eller sige de samme ting til hende”. Snart efter støder flere blødninger til, og Catherine dør. :261-279 
Lægen vil køre Frederic hjem til hotellet, men han afslår. Han ser Catherine en sidste gang og går så hjem i regnen.:280 

## Analyse
Romanens tema er længslen i krigens gru efter tryghed og flugt. Dels fysisk flugt væk fra krigszonen, dels flugt ind i nydelse, sex og alkohol.
Selv om romanens personer umiddelbart er heteroseksuelle, fx bordellerne og Freds og Cats forhold, er der adskillige hentydninger til homoseksuelle præferencer og adfærd.